# Lista chorążych reprezentacji Czech na igrzyskach olimpijskich

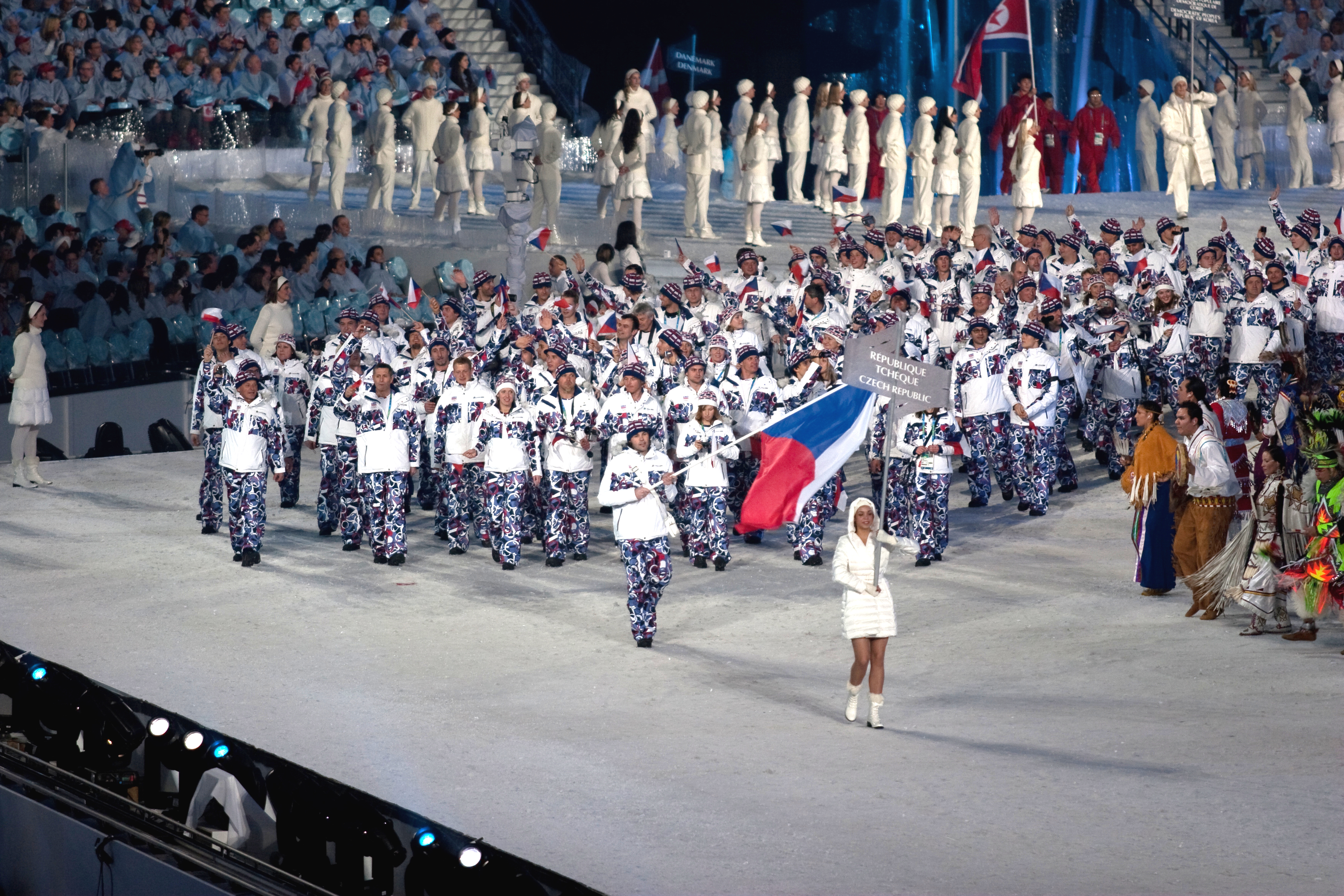
Czechy na Zimowych Igrzyskach Olimpijskich 2010

Lista chorążych reprezentacji Czech na igrzyskach olimpijskich – lista zawodników i zawodniczek reprezentacji Czech, 
którzy podczas ceremonii rozpoczęcia danych igrzysk olimpijskich nieśli flagę Czech.

## Lista
| Lp. | Rok i miejsce        | Sezon  | Chorąży             | Dyscyplina            |
| --- | -------------------- | ------ | ------------------- | --------------------- |
| 1   | 1994, Lillehammer    | Zimowe | Pavel Benc          | Biegi narciarskie     |
| 2   | 1996, Atlanta        | Letnie | Václav Chalupa      | Wioślarstwo           |
| 3   | 1998, Nagano         | Zimowe | Luboš Buchta        | Biegi narciarskie     |
| 4   | 2000, Sydney         | Letnie | Martin Doktor       | Kajakarstwo           |
| 5   | 2002, Salt Lake City | Zimowe | Aleš Valenta        | Narciarstwo dowolne   |
| 6   | 2004, Ateny          | Letnie | Květoslav Svoboda   | Pływanie              |
| 7   | 2006, Turyn          | Zimowe | Martina Sáblíková   | Łyżwiarstwo szybkie   |
| 8   | 2008, Pekin          | Letnie | Štěpánka Hilgertová | Kajakarstwo           |
| 9   | 2010, Vancouver      | Zimowe | Jaromír Jágr        | Hokej na lodzie       |
| 10  | 2012, Londyn         | Letnie | Petr Koukal         | Badminton             |
| 11  | 2014, Soczi          | Zimowe | Šárka Strachová     | Narciarstwo alpejskie |
| 12  | 2016, Rio de Janeiro | Letnie | Lukáš Krpálek       | Judo                  |
| 13  | 2018, Pjongczang     | Zimowe | Eva Samková         | Snowboarding          |
| 14  | 2020, Tokio          | Letnie | Petra Kvitová       | Tenis                 |
| 14  | 2020, Tokio          | Letnie | Tomáš Satoranský    | Koszykówka            |